# ジョセフ・スミス・ジュニア

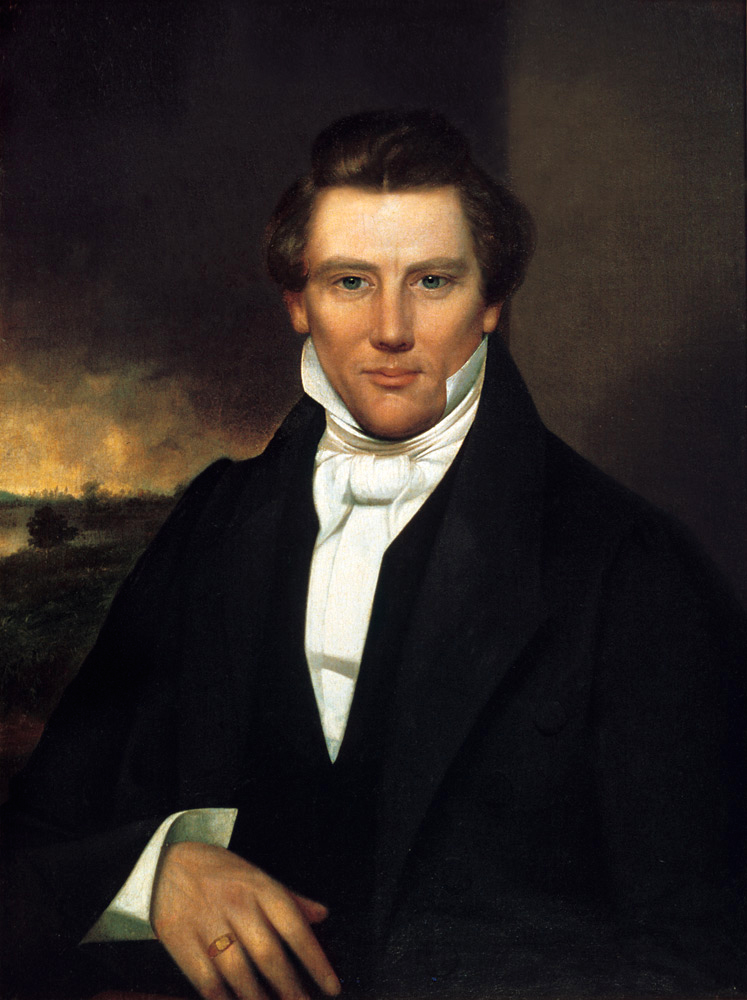
ジョセフ・スミス・ジュニア

ジョセフ・スミス・ジュニア（英: Joseph Smith, Jr.、1805年12月23日 - 1844年6月27日）は、アメリカ合衆国の宗教指導者。末日聖徒イエス・キリスト教会 の設立者である。

## 生涯
ジョセフ・スミス・ジュニアは、1805年にバーモント州ウィンザー郡シャロンで、ジョセフ・スミスとルーシー・マック・スミスの間に生まれた。彼には10人の兄弟姉妹がいた。両親は信仰深く、ジョセフはキリスト教的な環境で育てられた。
当時、ニューヨーク州では、キリスト教の各宗派が対立し、会員獲得のための争いが起こっていた。14歳だった少年ジョセフはどの教会に加入するべきか迷い、正しい教会がどれであるか知りたいと願った。
ジョセフは聖書に答えを求めて、「あなたがたのうち、知恵に不足している者があれば、その人は、とがめもせずに惜しみなくすべての人に与える神に、願い求めるがよい。そうすれば、与えられるであろう。」（ヤコブ1：5）という一節を見つけ、神に尋ねる決心をした。

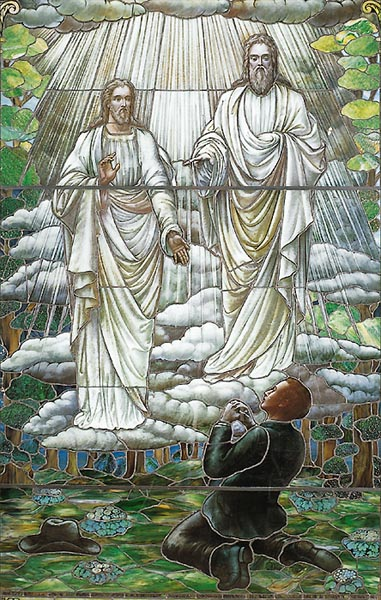
「最初の示現」を描写したステンドグラス

ジョセフは、1820年の春、近くの森に行き、ひざまずいて祈ったところ、神より示現を受けたと主張している。
ジョセフの主張によると、示現の中で、父なる神とイエス・キリストがジョセフ・スミスに現れ、イエスはジョセフに「すべて間違っている」ため、どの教会にも加わらないように告げられ、イエスと使徒の死後、長い間失われていた「神権」（儀式を行うための神の権威）と「教義」を回復するためにジョセフが神から選ばれたとされている。
教会の信条によると、1829年、23歳になったジョセフ・スミスの元にバプテスマのヨハネが現れ、ジョセフ・スミスと同僚のオリバー・カウドリにアロン神権（洗礼を行う権威）を授けたとされている。またペテロ、ヤコブ、ヨハネが現れ、ジョセフ・スミスとオリバー・カウドリにメルキゼデク神権を授け、初期のキリスト教会と同じ権威を回復したと言われている。そして1830年、同じ神権の権能により、初期のキリスト教会と同じ組織が回復されたとされている。
ジョセフは、天使（モロナイ（英語））より授かったとされる金板の書を元に、教典である『モルモン書』として翻訳している。

ジョセフには妻が最大４０人おり、最小で１４の妻がいた。ジョセフは天使の啓示により、重婚しなければ殺すと脅されたというエピソードがある。

## ジョセフの先祖・家族系統について
ジョセフの先祖は1600年代にイングランドから移住してきた移民であり、米国東部ニューイングランド地方で五世代続いた家系であった。1638年に父方のロバート・スミスが最初に植民地に移住。サミュエル、サミュエルII、アサエル、ジョセフ（Sr)と世代が続く。スミス家にとってバーモント州ウインザー郡での生活は苦労が多かったといわれている。スミス家は勤勉で信仰深く道徳心に満ち、ジョセフもその影響を受けていた。ジョセフの生まれる9年前に、祖父に当たるアサエル・スミスは孫たちに「神が人類にとって最益となる者を自分の子孫から起こされるということを知っていた（George A Smith "Memories"から）」ことを告げている。
家族は13人家族（父ジョセフ・スミス、母ルーシー・スミス。兄弟はアルビン、ハイラム、サミュエル・ハリソン、エフライム、ウィリアム、ドン・カーロス、姉妹はソフロニア、キャサリン、ルーシー、他に出生後間もなく死亡した子が一人）。ジョセフが10歳のとき、家族はバーモント州を去りニューヨーク州オンタリオ郡（現在のウェイン郡）パルマイラに移り住み、さらに約4年後に同じオンタリオ郡内のマンチェスターに移り住んだ。

## 年表

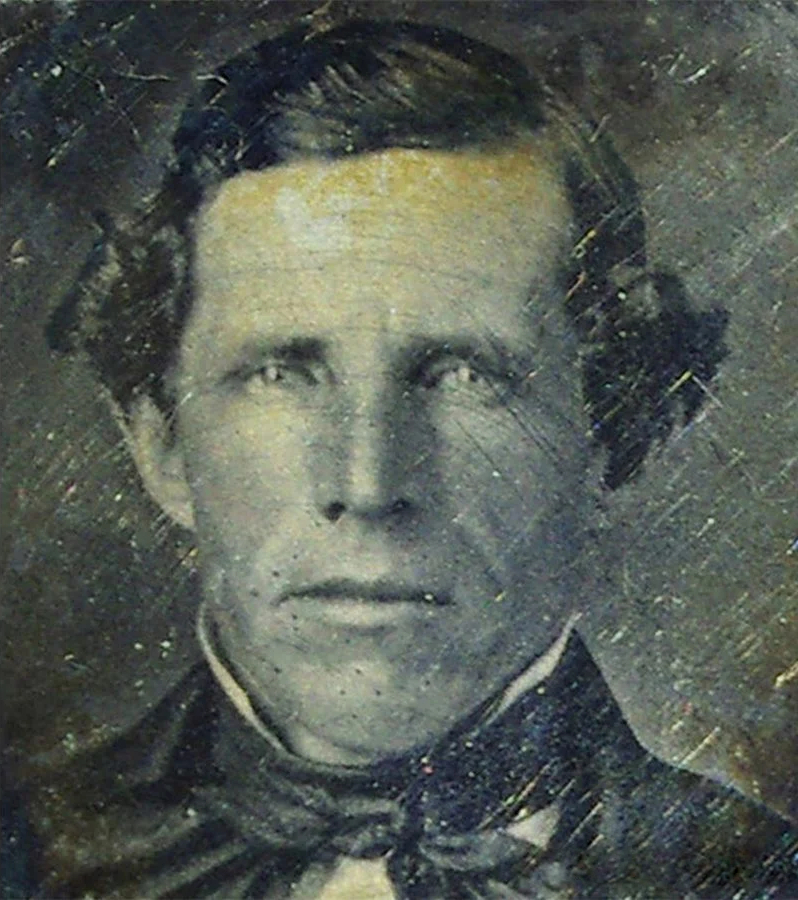
1844年に撮影されたダゲレオタイプによる写真

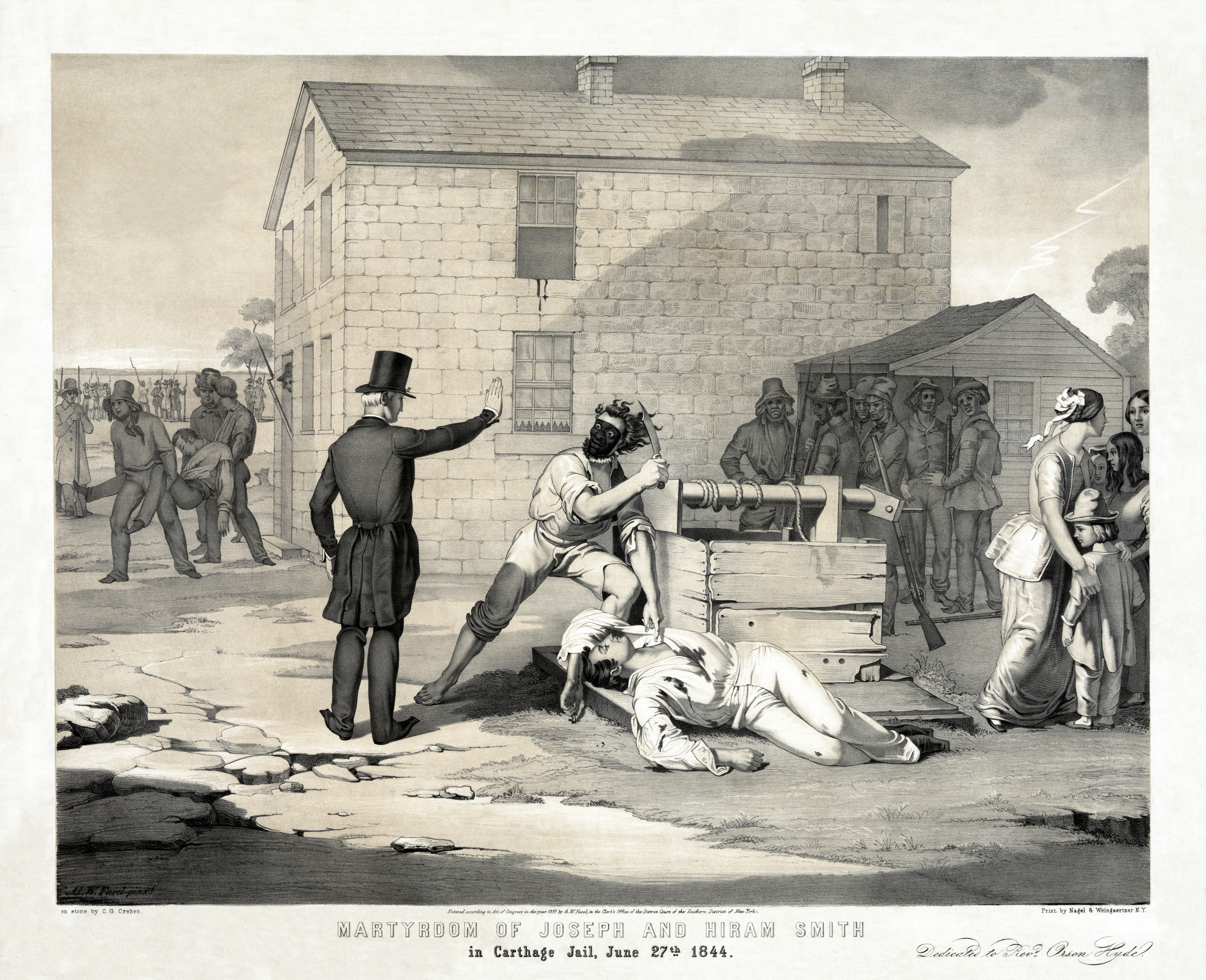
殺害されるジョセフとハイラム

- 1823年9月21日からモルモン書の執筆を始める。
- 1826年3月20日、占いで埋蔵宝物を探すためにペンシルバニアの農場に雇われたが、詐欺罪で有罪判決を受ける[5]。
- 1827年1月18日、エマ・ヘイルと結婚。
- 1830年4月6日、末日聖徒イエス・キリスト教会設立。
- 1844年6月27日、アメリカ合衆国イリノイ州カーセージで兄ハイラム・スミスとともに、暴徒との銃撃戦の末に死亡[6]。(詳細はen:Death of Joseph Smithを参照)。